# وتکلولسو
وتکلولسو (به انگلیسی: Vattakkalvalasu) یک روستا در هند است که در Erode district واقع شده‌است.